# Grazi Massafera
Grazielli Massafera, née le 28 juin 1983 à Jacarezinho, est un mannequin et une actrice de télévision et de cinéma brésilienne. Élue Miss Paraná en 2004 et candidate à Miss Brésil, elle s'est fait connaître du public lors de sa participation à la cinquième édition de l'émission de téléréalité Big Brother Brasil en 2005.